# Clemencic Consort
Das Clemencic Consort ist ein Wiener Ensemble für frühe Musik, das auf eine 1957 erstmals miteinander musizierende Formation zurückgeht, und offiziell 1969 gegründet wurde.

## Geschichte
Das Clemencic Consort setzt sich aus einem Ensemble von Künstlern internationaler Herkunft unter der Leitung des Österreichers René Clemencic zusammen. Abhängig vom aufzuführenden Programm variiert die Besetzung, und es handelt sich um verschiedenste Kombinationen von Mitwirkenden im Vokal- und Instrumentalbereich.
Die Sänger und Instrumentalisten des Clemencic Consort interpretieren Musik vom Mittelalter bis zur Barockzeit mit historischen und den historischen Vorlagen nachgebauten Instrumenten. Auf eine möglichst authentische Interpretation wird besonderer Wert gelegt. Die Programme sollen einen Eindruck der Epoche aufzeigen, aus der die Musik stammt.
René Clemencic gründete 1966 in der Gesellschaft der Musikfreunde in Wien den Musica Antiqua-Konzertzyklus. Er erarbeitete mit seinem Ensemble mehr als hundert Schallplatten und CDs. Die Interpretationen wurden durch verschiedene internationale Preise wie den Edison, Grand Prix du Disque, den Diapason d’or und den Prix Cecilia ausgezeichnet.
Das Clemencic Consort spielt z. B. die Carmina Burana mit den Melodien der Entstehungszeiten dieser Sammlung mit damals populären Instrumenten. Heinrich Ignaz Franz Biber, Johann Joseph Fux und Johann Heinrich Schmelzer sind ebenso im Programm wie François Couperin und Jean-Philippe Rameau oder John Dunstable, Guillaume Dufay und Johannes Ockeghem.
Eine weitere Spezialität des Clemencic Consort sind konzertante und szenische Aufführungen von Barockopern.

## Einspielungen
- 1973 Danses de la Renaissance (Harmonia Mundi)
- 1974 Carmina Burana (Harmonia Mundi, 4 LP)
- 1975 Le Roman de Fauvel (Harmonia Mundi)
- 1975 Guillaume Dufay, Messe „Ave Regina Coelorum“ (Harmonia Mundi)
- 1976 Les Cantigas de Santa Maria (Harmonia Mundi)
- 1976 Dictionnaire des Danses de la Renaissance (Harmonia Mundi)
- 1976 Basses Danses et Chansons 1450–1550. Le Chansonnier de Marguerite d'Autriche (Harmonia Mundi)
- 1977 Troubadours (Harmonia Mundi)
- 1978 Danses anciennes de Hongrie et de Tramsylvanie (Harmonia Mundi)
- 1978 Guillaume Dufay, Missa „Caput“ (Harmonia Mundi)
- 1978 Guillaume Dufay, Missa „Ecce ancilla Domini“ (Harmonia Mundi)
- 1978 Jacob Obrecht, Missa „Fortuna Desperata“ (Harmonia Mundi)
- 1978 Originalmusik für den Film Molière (Harmonia Mundi)
- 1992 Mysterium passionis et resurrectionis (Nuovo Era)
- 1994 Hans Sachs und seine Zeit (Stradivarius, STR-33361)
- 1995 Alessandro Scarlatti, Il Giardino D’Amore (Accord)
- 1997 Motetus. Musica al tempo di Notre-Dame Parigi (Stradivarius, STR-33398)
- 1999 Guillaume de Machaut, La Messe de Nostre Dame (Arte Nova Classics, CD 85289)
- 1999 Ludus Danielis. Liturgical Drama of the 12th Century (Aura Classics)
- 2000 Antonio Caldara, Missa Dolorosa, Stabat Mater (Naxos)
- 2001 Mysterium Passionis et Resurrectionis Festum Sanctissima Pascha (Nuova Era)
- 2002 Guillaume Dufay, Cathedral Sounds (Arte Nova Classics)
- 2002 Gilles Binchois, Chansons, Missa Ferialis, Magnificat (Musique en Wallonie)
- 2004 Laudate Pueri. Baroque Christmas (Oehms Classics)
- 2005 La Messe de Tournai (Oehms Classics, OC-361)
- 2005 Johann Joseph Fux, Emperor's Requiem (Arte Nova Classics)
- 2005 Heinrich Ignaz Franz Biber, Balletti and sonatas for trumpets and strings (Oehms Classics, OC-515)
- 2007 Heinrich Ignaz Franz Biber, Fidicinium Sacro Profanum (Accord)
- 2008 Tomaso Albinoni, Il nascimento dell’Aurora (Oehms Classics, OC 913)
- 2009 Carmina Burana. Codex Buranus (Oehms Classics)